# Friedhofskapelle (Schwaigern)

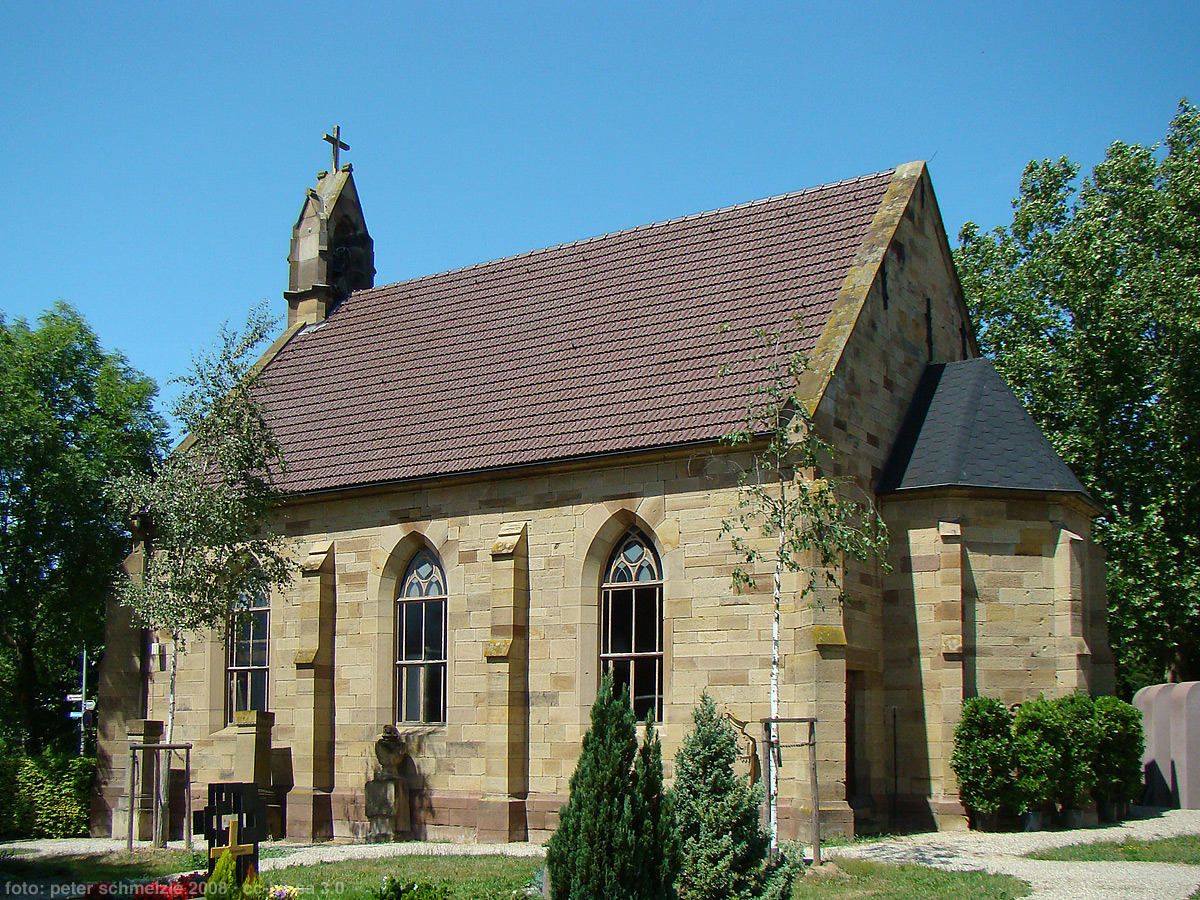
Friedhofskapelle in Schwaigern

Die Friedhofskapelle in Schwaigern im Landkreis Heilbronn ist ein neogotisches Bauwerk von 1870. Die Kapelle geht auf ein Vorgängergebäude aus dem 16. Jahrhundert zurück. In ihr befand sich von 1982 bis 2009 das Karl-Wagenplast-Museum.

## Geschichte
Der Friedhof in Schwaigern wurde im Zusammenhang mit dem Umbau der alten romanischen zur spätgotischen Stadtkirche 1514 bis 1520 weg von der Kirche an seinen heutigen Platz verlegt. Inmitten des Friedhofs wurde 1589 eine erste Kapelle errichtet. Dieser Bau hatte nur eine gemauerte Südwand, während die restlichen Wände in Fachwerkbauweise oder ganz aus Holz waren. Ein Bericht von 1743 beschreibt das Gebäude und bedauert den damals kläglichen Zustand. Bis 1746 wurde die Kapelle umfassend renoviert, aber in der Mitte des 19. Jahrhunderts war sie erneut in die Jahre gekommen. 1830 wurde bemängelt, dass der Totengräber sein Heu in der Kapelle aufbewahren würde, ab 1861 konnte sie aufgrund Einsturzgefahr nicht mehr genutzt werden.
Der Neubau der Kapelle geht insbesondere auf Prinzessin Marie von Württemberg zurück, die seit 1847 mit Graf Alfred von Neipperg in Schwaigern verheiratet war. Die Prinzessin stiftete 1863 zunächst 100 Gulden, um damit die Gemeinde ebenfalls zu Spenden zu ermuntern. Als diese ausblieben, spendete sie 1864 weitere 100 Gulden und 1865 nochmals 500 Gulden unter der Bedingung, dass der Neubau einer Kapelle sofort beginnen möge. Als der zum Bau gegründete Stiftungsrat dem Vorhaben zustimmte, stiftete die inzwischen verwitwete Prinzessin 1866 weitere 2000 Gulden. Auch aus der Bevölkerung waren Spenden eingegangen. Dennoch konnte mit dem Neubau einer Kapelle noch nicht sofort begonnen werden, da zunächst noch Differenzen mit dem Gräflichen Rentamt und dem Oberamt Brackenheim auszuräumen waren und schließlich die Gemeinde noch ein neues Schulhaus sowie die Renovierung des Turms der Stadtkirche zu finanzieren hatte.
Nach Abriss der alten Kapelle begannen im Mai 1869 die Bauarbeiten für einen Neubau nach Plänen des Heilbronner Werkmeisters Belz, die Ausführung übernahm der örtliche Bauunternehmer Nolff. Die Kapelle wurde auf Wunsch von Prinzessin Marie am 27. September 1870 eingeweiht, am 89. Geburtstag ihres verstorbenen Vaters König Wilhelm I. Die Baukosten erhöhten sich im Lauf der Zeit von den veranschlagten 4800 Gulden auf schließlich 8564 Gulden. Zur Deckung der gestiegenen Baukosten gab Prinzessin Marie 1871 nochmals 2010 Gulden, womit sie den Bau insgesamt mit 5260 Gulden bezuschusst hatte. Die Glocke stiftete Stadtschultheiss Benzlen.
Die Kapelle wurde zunächst wie der Vorgängerbau nur zur Aussegnung der Toten an Schlechtwettertagen genutzt, während die Aussegnung ansonsten direkt nach Überführung der Verstorbenen am Grab stattfand. Während der Renovierung der Stadtkirche im Sommer 1910 fanden in der Friedhofskapelle auch die Gottesdienste der evangelischen Gemeinde statt. Im Zweiten Weltkrieg wurde in die Kapelle die heutige Flachdecke unter das Tonnengewölbe eingezogen, um einen einfach beheizbaren Innenraum zu schaffen, in dem Konfirmandenunterricht und Wintergottesdienste abgehalten werden konnten. 1944 wurde schließlich noch eine Empore eingezogen, um mehr Sitzmöglichkeiten für Gottesdienstbesucher zu schaffen. Nach dem Zweiten Weltkrieg diente die Kapelle für die Gottesdienste der durch Flüchtlinge und Vertriebene stark angewachsenen katholischen Gemeinde des Ortes, bevor diese 1964 die Kirche St. Martin beziehen konnte. Nach 1964 stand die Kapelle zunächst leer. Die evangelische Kirchengemeinde verkaufte das Gebäude 1966 an die Stadt Schwaigern. Pläne zum Umbau der Kapelle in eine Aussegnungshalle wurden verworfen.
Von 1982 bis 2009 war in der Kapelle das nach dem Schwaigerner Weingärtner, Heimatforscher und Hobby-Archäologen Karl Wagenplast (1904–1978) benannte Heimatmuseum eingerichtet, das 2010 in die Alte Kelter verlegt wurde. Seitdem ist die Kapelle wieder ungenutzt.

## Beschreibung
Das am westlichen Rand des Schwaigerner Friedhofs gelegene Gebäude ist ein einschiffiger Sandsteinbau mit Strebepfeilern und ziegelgedecktem Satteldach. Das Gebäude ist annähernd in West-Ost-Richtung ausgerichtet. Die westliche Giebelseite mit dem Dachreiter, in dem sich die Glocke befindet, zeigt zur Massenbacher Straße, von der aus der Zugang über eine Treppenanlage erfolgt. Nach Osten ist eine kleine niedere Apsis angebaut. Die Fenster an den Längsseiten im Süden und Norden sowie das Chorfenster weisen gotische Spitzgiebel auf.
Im Innern weist das Gebäude ein Tonnengewölbe auf, das jedoch von der 1944 eingezogenen Flachdecke verdeckt wird.